# József, az ács (Kodolányi-novella)
József, az ács a címe Kodolányi János egyik (nem bibliai ihletésű) novellájának, illetve ilyen címen adta ki az Athenaeum a válogatott novelláinak kötetét 1939-ben.
A novella öreg ácsának alakja szoborszerű; pontosan megalkotott jellemrajza uralkodik történetében; egyéniségének belső törvényei diktálják az írói mondanivalót. Öreg, "nyugdíjas" uradalmi ácsmester, elégedetlenkedő zsörtölődéssel csepüli fiatalabb utódai munkáját; a véletlen úgy hozza, hogy még egyszer bebizonyíthatja, milyen az igazi ácsmunka: új kútgémet kell faragnia; de hiába erős a lélek, ha törődött a test: a kemény bütyöknél megakad a munka; feladja hát őrzött önállóságát, csendben megszökik az uradalomból, elmegy a lányához megtűrt öregnek.